# Thorben Finke
Thorben Finke (* 14. Dezember 2004) ist ein deutscher Leichtathlet, welcher sich auf den Sprint spezialisiert hat.

## Karriere
Thorben Finke begann seine sportliche Laufbahn beim SV Sigiltra Sögel. Erste Erfolge erzielte er auf norddeutscher Ebene, unter anderem mit dem U18-Titel über 200 Meter im Jahr 2021. Seit 2023 fokussiert er sich neben den 200 Meter auch auf die 400 Meter und erreichte dort schnelle Fortschritte. 2024 wurde er Deutscher U23-Meister über 200 Meter sowie Deutscher Vizemeister bei den Aktiven. Im Jahr 2025 gewann er Bronze mit der 4-mal-400-Meter-Staffel bei den U23-Europameisterschaften in Bergen. Finke trainiert am Olympiastützpunkt in Hannover und startet weiterhin für seinen Heimatverein SV Sigiltra Sögel.

## Erfolge
| Jahr | Wettbewerb                   | Ort             | Disziplin         | Platz  |
| ---- | ---------------------------- | --------------- | ----------------- | ------ |
| 2025 | U23-Europameisterschaften    | Bergen          | 4 × 400 m Staffel | Bronze |
| 2024 | Deutsche Meisterschaften     | Braunschweig    | 200 m             | Silber |
| 2024 | Deutsche U23-Meisterschaften | Mönchengladbach | 200 m             | Gold   |

## Ehrungen
- Emsländischer Nachwuchssportler des Jahres 2024[6]